# الكسندر مورتن
الكسندر مورتن (بالإنجليزية: Alexander Morten)‏ هو لاعب كرة قدم بريطاني (وحمل سابقاً جنسية المملكة المتحدة لبريطانيا العظمى وأيرلندا) في مركز حراسة المرمى، ولد في 15 نوفمبر 1831 في لندن في المملكة المتحدة، وتوفي في 24 فبراير 1900 في المملكة المتحدة. شارك مع منتخب إنجلترا لكرة القدم. أما مع النوادي، فقد لعب مع كريستال بالاس وCrystal Palace F.C. (1861) ‏ وN.N. Club ‏ وWanderers F.C. ‏.

## وصلات خارجية
- الكسندر مورتن على موقع قاعدة بيانات كرة القدم.إي يو (الإنجليزية)
- الكسندر مورتن على موقع ناشيونال فوتبول تيمز (الإنجليزية)